# リート条約
リート条約（リートじょうやく、ドイツ語: Vertrag von Ried）は、1813年10月8日にバイエルン王国とオーストリア帝国の間で締結された条約。

## 内容
条約により、バイエルンはライン同盟を離脱して反ナポレオンの第六次対仏大同盟に加入、その代わりにオーストリアはバイエルンの独立を保障した。10月14日、バイエルンは正式にフランスに対し宣戦布告した。条約はルートヴィヒ王子とフォン・ヴレーデ元帥が積極的に推進した。